# Holiday Club
Holiday Club är Finlands ledande aktör inom andelslägenheter och familjesemester. Företaget grundades i Finland 1986 under namnet "Finska semesterbörsen". Sommaren 2005 köptes Holiday Club upp av det engelska fastighetsbolaget London & Regional Properties.

## Holiday Club Åre

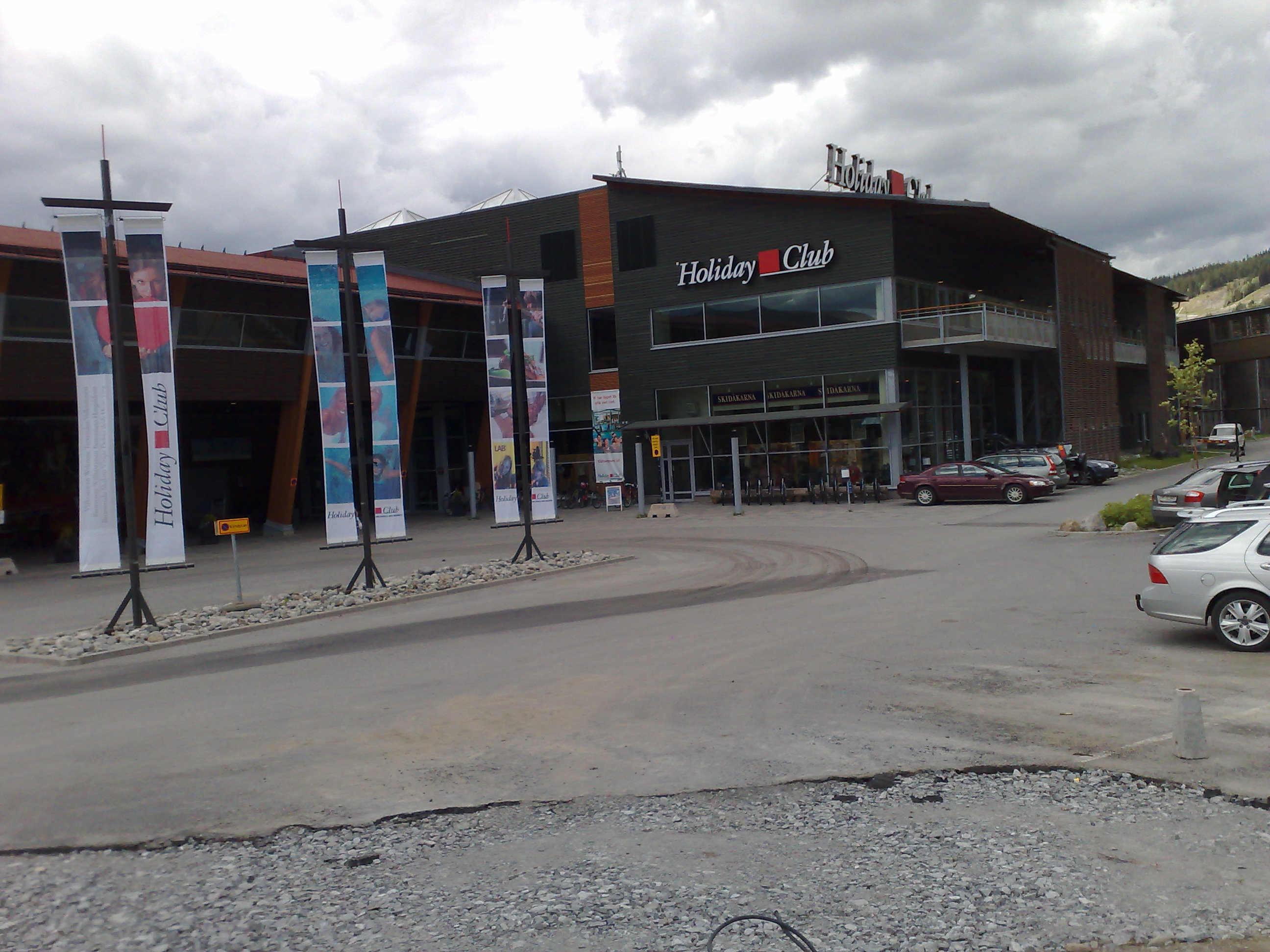
Holiday Club Åre (juli 2007).

Holiday Club Åre blev aktörens första semesteranläggning, som öppnades den 24–26 november 2004. Denna hotellanläggning, som uppfördes intill Åresjön, är byggd i samarbete med Åre kommun och Åreföretagarna för 52 miljoner kronor. Byggnaden blev senare också sammanbunden med Station Åre, den nya järnvägsstationen som stod klar 2006, via en övergångspassage ovanför järnvägen (Mittbanan).
Hotellet består av 250 rum, varav sex sviter. Spaavdelningen innefattar dels ett äventyrsbad, dels bastukonceptet Saunaworld med sex olika bastutyper, som under de första åren besöktes av 700 personer i snitt per dag. Hotellet är också ett av Sveriges största mötesplatser för konferens.

### Historia
År 2001 enades Åre kommun och huvudaktörerna i bygdens näringsliv (Skistar och Åreföretagarna) om en gemensam framtidsvision i Åre som benämndes "Vision 2011". Året därpå togs beslutet om Holiday Clubs etablering, när destination Åre samma år också vann kandidaturen om att arrangera Alpina VM 2007. Aktören marknadsförde sig som Åres första året-runt-öppna hotell och Skandinaviens främsta upplevelsehotell, och allmänheten röstade 2003 fram Fogia som blev hotellets inredare. När hotellet stod klart höll Carola Häggkvist den första konserten på plats i Mix Megapol Arena, namnet på Multihallen (hotellets aktivitetsarena) efter avtal med SBS Radio, som 2010 blev TV4 Sport Arena.
2005 och 2006 hölls ett EU-möte och en EAPC-konferens på hotellet. 2009 fick Holiday Club Åre stå som värd för två internationella ministermöten med EU:s energi och miljö, som utnämndes av Sveriges regeringskansli 2008.
Kort efter Alpina VM 2007 inleddes stugbyprojektet Drömstugan (med ursprung från Gotland) i det område som en tidigare nedlagd mindre husvagnscamping drevs, öster om hotellet längsmed Åre Strands 700 meter långa sandremsa (vilken sägs vara den längsta bad-/sandstranden i Norrlands inland), och bestod 2011 av 20 nybyggda stugor.
I december 2013 öppnade O'Learys på nytt, denna gång i Holiday Clubs byggnad efter att ha stängt ned en tidigare lokal 2009 på grund av konkurs, och är en av tre sportbarer-/restauranger i Åre by.

### Stormen Ivar-incidenten 2013
Stormen Ivar, som drog fram över Åres fjällmassiv kvällen den 12 december 2013 med västliga orkanbyar uppemot 40 meter per sekund, fick 360 kvadratmeter av taket från hotellets mellansektion att lyfta helt. Taket flög sedermera nästan 100 meter norrut och landade över sydsidan på Bahnhof Café (den före detta stationsbyggnaden från 1882), och krossade även fönsterrutor på det sydvästra hörnet av Station Åre. (Vissa isolerings- och virkesdelar av det söndertrasade taket for ända upp till Åre torg, vars läge är ytterligare 200 meter upp inåt byn.) Inga personskador noterades, Bahnhof hade precis stängt för dagen och tömts på gäster innan incidenten, men gästerna på Holiday Clubs tredje våning fick evakueras och polis med räddningstjänst tillkallades. Hotellet kunde ändå fortsätta driften som vanligt tämligen omgående, likaså Bahnhof trots dess omfattande skador utvändigt.

## Västervik
Sommaren 2006 började Holiday Club undersöka möjligheter om att bygga ytterligare en anläggning i Sverige, i Västerviks kommun. Detta gav upphov till en stor debatt om huruvida kommunen skulle investera pengar i etableringen eller inte; projektet blev lagt på is 2009.